# 巴兰布语
巴兰博語（Abarambo）是贊德語支下的一種語言，使用於剛果民主共和國的東北部。